# Exocentrus echimys
Exocentrus echimys là một loài bọ cánh cứng trong họ Cerambycidae.